# Modestep
Modestep — лондонская группа, сформировавшаяся в 2010 году. Их дебютный альбом "Evolution Theory" был представлен 11 февраля 2013, включает в себя треки: "Feel Good", "Sunlight", "To the Stars", "Show Me a Sign" и "Another Day". Второй альбом Modestep "London Road" вышел 25 мая 2015.

## История

### Ранняя карьера (2010-2011)
Тони Френд был диджеем, начиная с 2001 года, а Джош Френд уже принимал участие в нескольких группах вместе с будущим барабанщиком Modestep Мэттью Кёртисом. Собственную группу братья основали только в 2010 году. Так же в неё вошёл гитарист Ник Цанг, которого они встретили на фестивале.

### "Evolution Theory" (2011–2013)
Modestep начали работать над своим дебютным альбомом примерно в январе 2011, первый сингл "Feel Good" созданный для альбома был выпущен в Великобритании 6 февраля 2011. 13 февраля сингл дебютировал на 38 строке "UK Singles Chart", так же занял 5 позицию в независимом голосовании и 6 в танцевальном чарте. Музыкальное видео их сингла "Sunlight" (тоже вошедшего в альбом) вышло на YouTube 3 июля и набрало 1 млн. просмотров всего за 4 дня. 6 ноября состоялся релиз сингла "To The Stars". Их четвёртый сингл "Show Me A Sign" дебютировал на YouTube 19 марта 2012 и был официально представлен 6 мая 2012. Modestep выступали на разогреве в Lostprophets Weapons туре в середине 2012 и были очень хорошо восприняты аудиторией. В июле 2012 пятый сингл из "Evolution Theory" названный "Another Day" транслировался по BBC Radio 1Xtra. Группа ранее уже исполняла эту песню, когда принимала участие в туре. Перед выходом сингла Тони Френд рассказал в интервью, что они надеются выпустить свой дебютный альбом 3 сентября 2012 года. Но релиз альбома был отложен до 14 января 2013, а ещё позже до 11 февраля.

### "London Road" и новые участники(2013–н.в)
Modestep анонсировали в социальных сетях, что начали работать над новым альбомом. 16 октября 2013 они приступили к созданию первого трека. В декабре 2013 года группа отправилась в тур по Европе, продвигая популярный магазин обуви Foot Locker. 14 января 2014 Ник Цанг и Мэттью Кёртис покинули группу, чтобы отдельно продолжить свою карьеру в музыкальной индустрии. Несмотря на это, альбом по-прежнему был запланирован, и ожидалось, что в записи примут участие два новых члена Modestep. Ими стали Пэт Ланди (бывший барабанщик знаковой группы Funeral For a Friend) и Кайл Дик, они присоединились весной 2014. Начиная с середины 2014 года Джош и Тони выпустили серию видеороликов, основанных на игре Minecraft.
Группа выпустила новый сингл под названием «Snake» в середине января 2015 года. 22 февраля 2015 года они объявили название и трек-лист для второго студийного альбома, который выйдет 25 мая 2015 года. Альбом получил название "London Road".

## Музыкальный стиль и влияние
Modestep совмещает несколько музыкальных стилей, чаще всего их треки включают электронные элементы, такие как дабстеп и драм-н-бейс, однако используется и хард-рок. Группу сравнивали с Pendulum и The Prodigy. Они планируют сотрудничать с The Script, Skrillex, Эдом Шираном и Flux Pavilion. В интервью Soundsphere Magazine участники группы рассказали, что каждый из них существенно влияет на создание треков, включая различные жанры музыки в песни. Их уникальный стиль был непреднамеренным.

## В культуре
В видео игре Forza Horizon присутствует трек "Show Me A Sign". Примечательно, что он использовался в одном из первых видеороликов к игре, до того как сама игра поступила в продажу.
Также в видео игре Need for Speed (2015) можно услышать трек "Machines".

## Состав

### Текущий состав
- Джош Френд — Вокал (2010 - н.в)

### Бывшие участники
- Мэттью Кёртис — Барабаны/Перкусс (2010 - 2014)
- Ник Цанг — Гитара (2010 - 2014)
- Тони Френд — DJ (2010 - 2017)
- Кайл Дик — Гитара (2014 - 2017)
- Пэт Ланди — Барабаны/Перкусс (2014 - 2022)

## Дискография

### Студийные альбомы
2013 - Evolution Theory
- Show Me a Sign
- Another Day (feat. Popeska)
- Evolution Theory (feat. D-Power, Jammin, Jammer & Frisco)
- Sunlight
- Praying For Silence (feat. Document One)
- Freedom
- Time
- Burn (feat. Newham Generals)
- To the Stars
- Leave My Mind
- Take It All (feat. Koven)
- Feel Good
- Bite the Hand
- Up
- Saved the World
- Flying High
- Slow Hand

2015 - London Road
- Damien (feat. FuntCase)
- Make You Mine (feat. Teddy Killerz)
- Machines
- On Our Own (feat. Culprate)
- Feel Alive
- Rainbow (feat. Partysquad)
- Snake
- Nightbus Home
- Seams
- Sing (feat. Trolley Snatcha)
- Circles (feat. Skindred)
- Game Over ( feat. Rude Kid)
- Countdown (feat. Genetix)
- Mianite (feat. Tom Syndicate)

### Мини-альбомы
2011 — Feel Good EP
- Feel Good
- Feel Good (Radio Edit)
- Feel Good (Statelapse Remix)
- Bite the Hand

2011 — Sunlight EP
- Sunlight
- Sunlight (Torqux & Twist Remix)
- Sunlight (Jacob Plant Remix)

2011 — To the Stars EP
- To the Stars
- To the Stars (Break The Noize & The Autobots Remix)
- To the Stars (Phear Phace & SOS Remix)
- To The Stars (Document One Remix)
- To The Stars (Rob Da Bank Remix)

2012 — Show Me a Sign EP
- Show Me A Sign
- Show Me a Sign (Camo & Krooked feat. Modestep Remix)
- Show Me a Sign (Phear Phace Remix)
- Show Me a Sign (Todd Edwards Dub Remix)

2013 — Inside My Head EP
- Inside My Head (ft. Teddy Killers & Ghetts)
- Prevolution
- Ryan Keen – All This Time (Modestep Remix)

2019 — Echoes EP
- Space Apocalypse
- Nothing /w Virtual Riot
- The Fallout
- Smoke Up
- Lost Inside

## Видеография
2011 — Feel Good
2011 — Sunlight
2011 — To the Stars
2012 — Show Me a Sign
2012 — Another Day feat. Popeska (xKore Remix)
2012 — Paradise (Coldplay Cover)
2012 — Another Day feat. Popeska
2015 — Machines
2015 — Rainbow (feat. Partysquad)
2017 — Living for the weekend